# Harpstedter Krug
Der ehemalige Harpstedter Krug (früher Gasthaus Beuke) in Harpstedt, Lange Straße 20, Ecke II. Kirchstraße am Marktplatz, stammt aus dem 18. Jahrhundert. Heute befinden sich in den Räumen verschiedene Geschäfte und ein Restaurant.
Das Gebäude steht unter Denkmalschutz (Siehe auch Liste der Baudenkmale in Harpstedt).

## Geschichte
Das zweigeschossige barocke Gebäude mit verputztem Erdgeschoss und Fachwerkobergeschoss sowie Walmdach wurde um 1741/1760 gebaut. Zur Langen Straße gibt es fünf Achsen und einen mittigen Haupteingang, zur II. Kirchstraße acht Achsen. Das Fachwerk im Erdgeschoss wurde 1976 massiv ersetzt. Beliebt waren der Marktkieker-Saal, in dem Versammlungen, Feiern, Kino und Vorträge stattfanden, sowie die Dachterrasse. Ein Vordach wurde im Bereich der Marktstraße angefügt.
Das Lokal hieß bis 1995 Harpsteder Krug, danach wechselten mehrfach die Pächter und Namen. Zuletzt stand es für längere Zeit leer, seit 2022 wird wieder ein Restaurant betrieben.